# Nati nel 1115
| Questa pagina contiene informazioni ricavate automaticamente dalle voci biografiche con l'ausilio del template Bio e di un bot. L'aggiornamento è periodico e automatico e ricostruisce completamente la pagina. Se manca una persona in questa lista, sei pregato di non aggiungerla, ma accertati piuttosto che la sua voce biografica contenga il template Bio e che i dati anagrafici siano correttamente compilati. Se il template Bio manca, inseriscilo tu stesso o, in alternativa, metti l'avviso {{tmp\|Bio}} che ne segnala la mancanza. Se i dati riportati sono sbagliati, correggi direttamente la voce biografica; le modifiche saranno visibili in questa lista entro pochi giorni. Per chiarimenti vedi il progetto biografie. La lista contiene solo le 10 persone che sono citate nell'enciclopedia e per le quali è stato implementato correttamente il template Bio. Pagina aggiornata al 10 feb 2025. |

- 18 aprile - Gertrude di Supplimburgo, nobile tedesca († 1143)
- Abu l-Fath al-Khazini, astronomo e fisico bizantino († 1155)
- Ugo Eteriano, teologo italiano († 1182)
- Fulk I FitzWarin, tedesco († 1171)
- Giuditta di Babenberg, nobile tedesca († 1169)
- Guelfo I di Toscana, marchese tedesco († 1191)
- Erling Skakke, conte norvegese († 1179)
- Al-'Abbas ibn Abi l-Futuh, berbero († 1154)
- Maione da Bari, funzionario longobardo († 1160)
- Magnus IV di Norvegia, re norvegese († 1139)